# Mario Catania
Mario Catania (ur. 5 marca 1952 w Rzymie) – włoski urzędnik państwowy i polityk. Od 2011 do 2013 minister rolnictwa w rządzie Maria Montiego, deputowany.

## Życiorys
W 1975 ukończył studia prawnicze na Uniwersytecie Rzymskim – La Sapienza. W 1978 został urzędnikiem w Ministerstwie Rolnictwa i Leśnictwa. Od tego czasu pracował we włoskiej administracji rolnej, obejmując stopniowo kierownicze stanowiska urzędnicze, w tym w stałym przedstawicielstwie w Brukseli. Po powrocie do kraju od 2005 był dyrektorem różnych departamentów w resorcie. 16 listopada 2011 objął urząd ministra polityki rolnej, żywnościowej i leśnej w rządzie, na którego czele stanął Mario Monti. W wyborach w 2013 uzyskał mandat posła do Izby Deputowanych XVII kadencji z ramienia Unii Centrum. 28 kwietnia tego samego roku zakończył urzędowanie jako minister.